# Filicrisia geniculata
Filicrisia geniculata is een mosdiertjessoort uit de familie van de Crisiidae. De wetenschappelijke naam van de soort is, als Crisia geniculata, voor het eerst geldig gepubliceerd in 1838 door Henri Milne-Edwards.